# Sint-Martinuskerk (Sneek)
De Sint-Martinuskerk is de rooms-katholieke neogotische pseudo-basilikale kruiskerk in Sneek en is gewijd aan de heilige Martinus van Tours.

## Beschrijving
Het bouwwerk uit 1872 werd ontworpen door de architect Pierre Cuypers. Het is echter onvoltooid gebleven. De kerk heeft geen dominerende toren, wel een dakruiter met een achtkantige spits tussen vier topgevels, een spitstype dat Cuypers vrij veel toepaste. 
Het orgel uit 1891 werd gebouwd door Michaël Maarschalkerweerd uit Utrecht. Het werd gerestaureerd in 1997. De gebrandschilderde ramen zijn van Atelier F. Nicolas en Zonen.

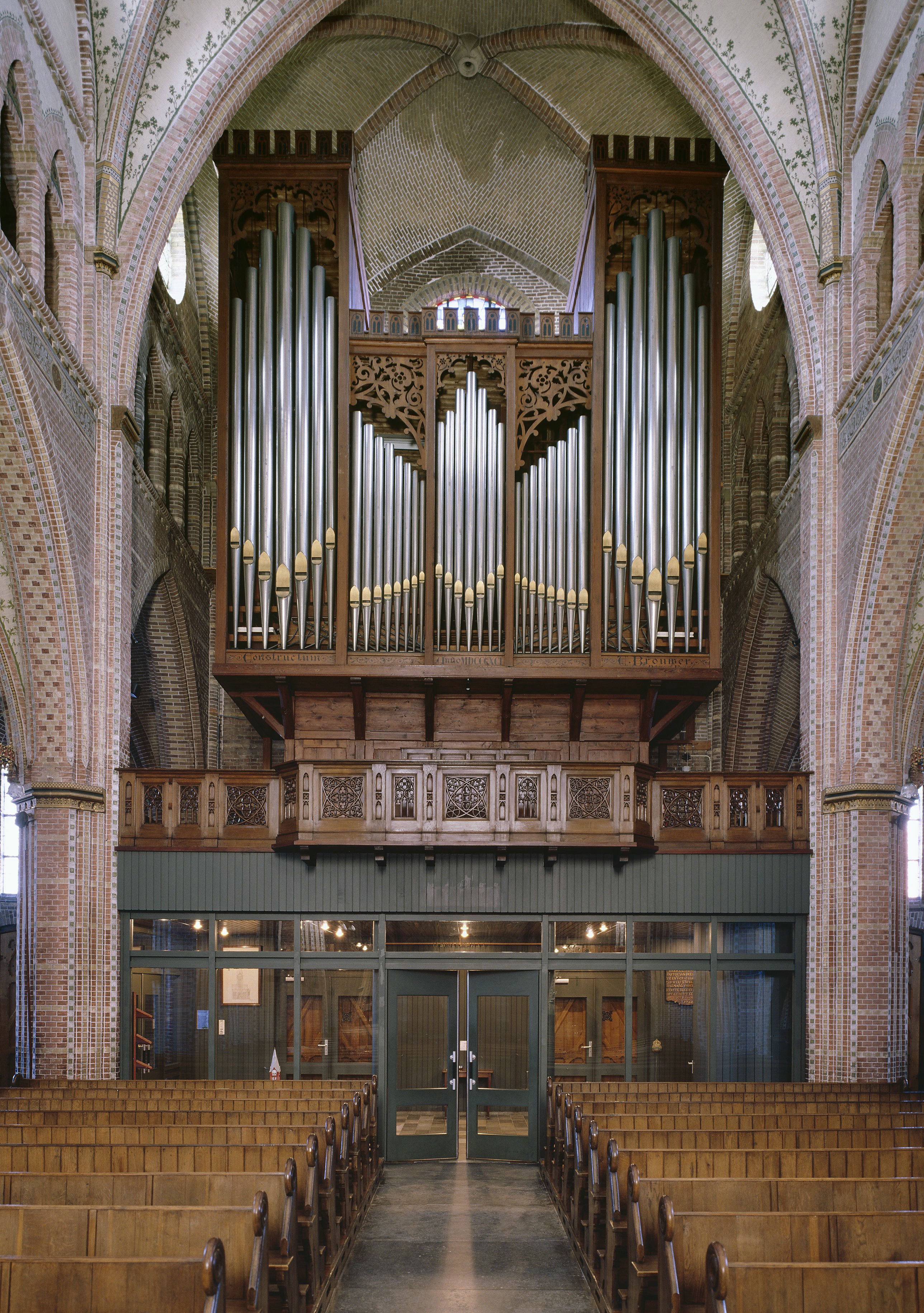
Interieur met orgel
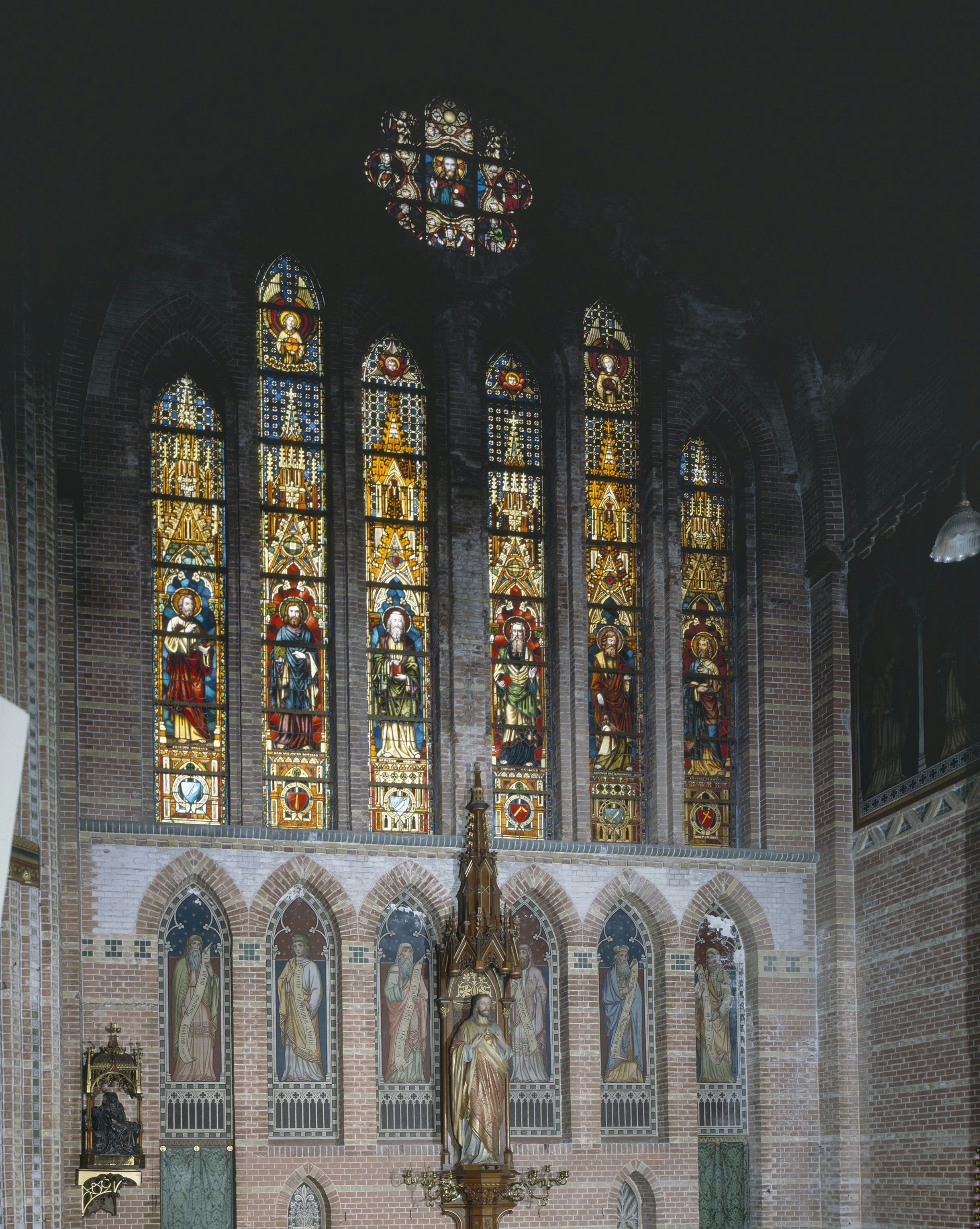
Gebrandschilderde ramen

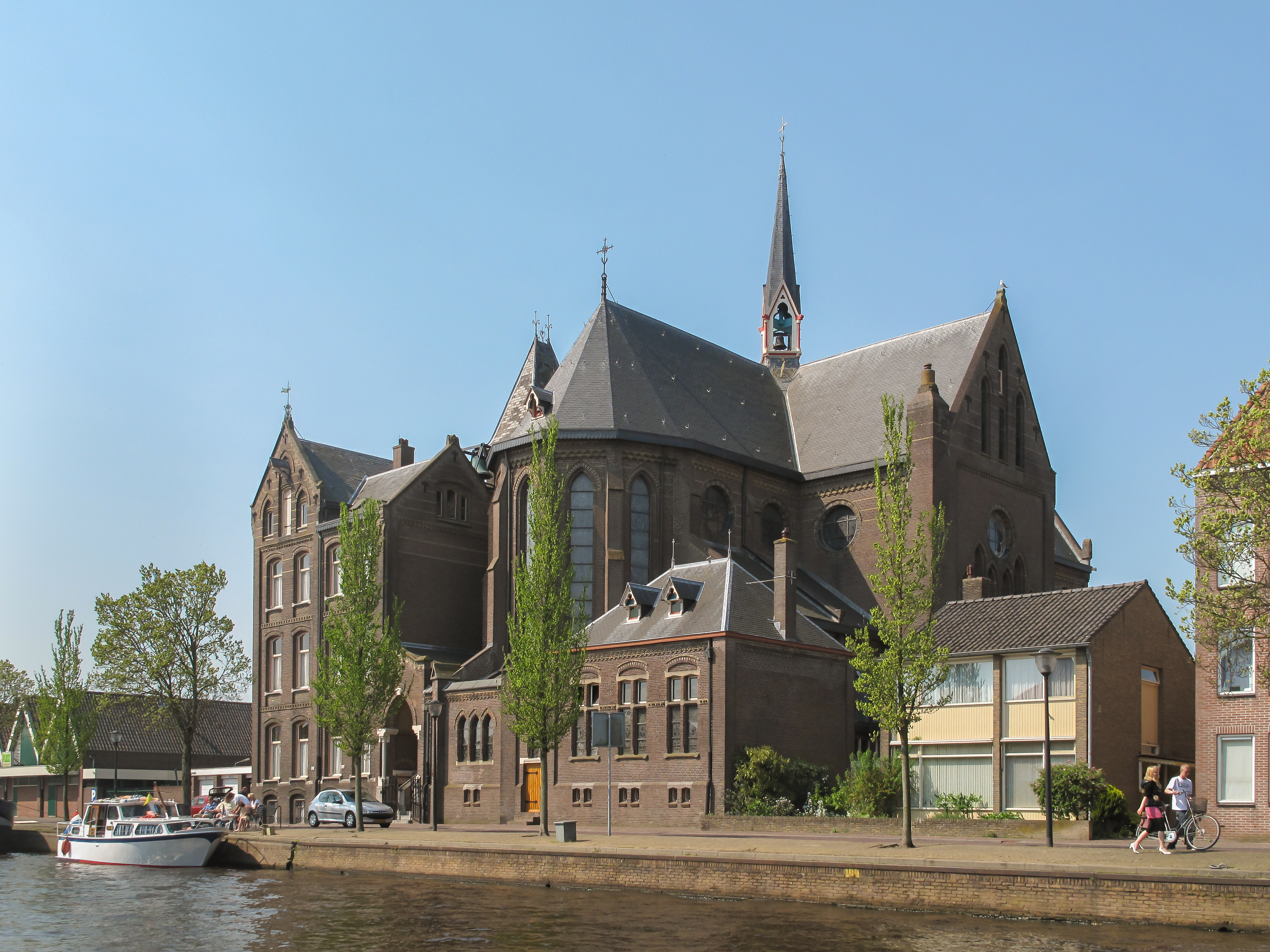
Zijaanzicht met dakruiter, gezien vanaf de Koopmansgracht